# Advanced Nuclear Fuels
Die Advanced Nuclear Fuels GmbH (ANF) ist eine 100-prozentige Tochtergesellschaft der Framatome GmbH. ANF fertigt Brennelemente, Zwischenprodukte und Brennelementkomponenten für Kernkraftwerke im Auftrag der Framatome für den europäischen und weltweiten Markt und dient so der Versorgung von Kernkraftwerken mit Kernbrennstoff. Zudem wird das internationale Geschäft mit Technologie, Produkten und Dienstleistungen seit Jahren ausgebaut. Der Unternehmenssitz befindet sich in Lingen (Ems). Ein weiteres Werk des Unternehmens befindet sich in Karlstein am Main. 2009 erreichte der Umsatz 150 Mio. Euro.

## Standorte
In der Brennelementfertigungsanlage Lingen, die sich unweit des Kernkraftwerks Emsland befindet, werden Brennelemente mit dem Kernbrennstoff Urandioxid hergestellt. Das Werk wurde 1979 in Betrieb genommen. Bisher wurden mehr als 37.000 Brennelemente mit über 6,7 Millionen Brennstäben für Druck- und Siedewasserreaktoren in Deutschland und im westeuropäischen Ausland gefertigt. Der Fertigungsprozess gliedert sich in vier wesentliche Bereiche.
Bei der Pulverherstellung wird durch Konversion Uranhexafluorid (UF6) zu Uranoxid-Pulver umgewandelt. Hierbei kommt das so genannte Trocken-Konversionsverfahren zur Anwendung, das sich dadurch auszeichnet, dass während des gesamten Herstellungsprozesses keine uranhaltigen Prozessabfälle oder Emissionen entstehen.
Aus dem gewonnenen Uranoxid-Pulver werden in der Tablettenherstellung so genannte „Grünlinge“ gepresst. Durch Sinterung (Brennen in einem Sinterofen) bei über 1780 °C erhalten die Tabletten die erforderliche Dichte und Festigkeit.
In der Brennstabfertigung werden die Tabletten in einseitig verschweißte Hüllrohre eingefüllt. Das gefüllte Hüllrohr wird danach mit Helium geflutet und unter Druck mit einem zweiten Stopfen verschweißt.
In der Brennelementherstellung werden die Brennstäbe mit weiteren Komponenten und Strukturteilen zu Brennelementen insbesondere für Atomkraftwerke russischer Bauart, die im Westen in Betrieb sind, montiert.
Die Brennelemente sind so ausgelegt, dass sie die erforderliche mechanische Qualität und Integrität in einer Umgebung von hohen Drücken, Temperaturen und Neutronenflüssen gewährleisten. Sie müssen die bei der Kernspaltung entstehenden radioaktiven Spaltprodukte sicher einschließen und die im Brennstoff erzeugte Wärmeenergie zur weiteren Nutzung effizient an das Kühlmittel abgeben. Außerdem müssen alle neutronenphysikalischen Anforderungen erfüllt sein, um den Ablauf der Kernspaltung und deren Steuerung optimal zu ermöglichen. Am Brennelementdesign und deren Auslegung arbeiten Experten der Framatome GmbH in Erlangen.
In Karlstein werden Abstandshalter für Druckwasser- und Siedewasserreaktorbrennelemente produziert. Ebenso werden dort sämtliche Drehteile für die Hüllrohre hergestellt.
Beim Produktspektrum handelt es sich im Wesentlichen um Abstandhalter, Kopf- und Fußstücke, Wasserkanäle für Siedewasserreaktoren (SWR) und Montageteile wie Endkappen für Brennstäbe, Ringe, Schrauben und andere Kleinteile für den weltweiten Markt der Framatome. Die Abstandhalter bestehen aus präzisionsgestanzten Strukturstreifen aus Zirkalloy oder Inconel, die zu Gittern montiert und laserstrahlverschweißt werden. Diese dienen zur abstandsgleichen Halterung der Brennstäbe im Brennelement. Die Kopf- und Fußstücke fixieren das Brennelement im Reaktor und sorgen für eine sichere Handhabung.
Seit 1995 fertigt Karlstein alle Typen von Brennelement-Komponenten für DWR und SWR in unterschiedlichsten Designs: Das sind mehr als 500.000 Abstandhalter, mehr als 40.000 Tragstrukturen, mehr als 50.000 Köpfe und Füße sowie mehr als 11.000.000 Drehteile.